# Tiger (2020)
Tiger (Originaltitel Tigers, im Schwedischen auch Tigrar) ist ein Film von Ronnie Sandahl. Er basiert auf der Autobiografie von Martin Bengtsson mit dem Titel I skuggan av San Siro. Der Film feierte im Oktober 2020 beim Rome Film Fest seine Weltpremiere und im November 2020 bei den Nordischen Filmtagen Lübeck seine Deutschlandpremiere. Der Kinostart in Schweden war für Ende Februar 2021 geplant. Tiger wurde von Schweden als Beitrag für die Oscarverleihung 2022 in der Kategorie Bester Internationaler Film eingereicht.

## Handlung
Martin Bengtsson ist eines der vielversprechendsten Fußballtalente, die Schweden je gesehen hat. Mit gerade mal 17 Jahren wird sein Lebenstraum wahr, als er einen Vertrag bei dem italienischen Top-Club Inter Mailand unterzeichnet. Hierfür hat er sich jahrelang gequält. Doch die Wirklichkeit entspricht so gar nicht dem Traum des Nachwuchsspielers, und anders als versprochen, bekommt er im Internat kein eigenes Zimmer. Der Trainer spricht nur Italienisch, und seine Mitspieler mobben ihn. Einziger Lichtblick ist Ryan, der Torwart aus den USA, der sein Freund wird und ihn in die Geheimnisse des Profifußballs einweiht. 
Im knallharten modernen Fußballgeschäft ist es Alltag, dass alles und jeder gekauft und verkauft werden kann, und so verkauft der Verein auch Ryan von heute auf morgen. Als man Martin auch noch den Kontakt zu dem Model Vibeke verbietet, mit der er eine Beziehung begonnen hat, fällt er in eine tiefe Depression.

## Autobiografische Vorlage
Der Film basiert frei auf Martin Bengtssons Autobiografie I skuggan av San Siro, die im Deutschen unter dem Titel Freistoß ins Leben veröffentlicht wurde. I skuggan av San Siro bedeutet wörtlich übersetzt „Im Schatten von San Siro“. San Siro, heute Giuseppe-Meazza-Stadion genannt, ist das größte Stadion Mailands. In seinem autobiografischen Jugendbuch schreibt Bengtsson von seinen Anfängen, von seinem Traum von der Profikarriere, die ihn am Ende fast umgebracht hätte. Als der damals 17-jährige Martin Oskar Johan Bengtsson bei Inter Mailand einen Vertrag als Profifußballer unterschrieb und er damit künftig im San-Siro-Stadion spielen sollte, wurde für ihn ein Traum wahr, der sich jedoch zunehmend für ihn zu einem Albtraum entwickelte. Neun Monate später wachte der Mittelfeldspieler in einem Krankenhaus in Mailand auf, nachdem er versucht hatte, sich das Leben zu nehmen. In dem harten Sport wird Schwäche verachtet.
Schon im Alter von fünf Jahren war es Bengtssons ganz großer Wunsch, für einen großen italienischen Fußballklub zu spielen. Er trainierte wie besessen dafür, schaffte mit 16 Jahren den Sprung in die erste schwedische Liga und debütierte in der Nationalmannschaft. Bei Inter Mailand dann ließ der Leistungsdruck des modernen Fußballs das Ausnahmetalent zerbrechen. In einer Verletzungspause während seiner Zeit bei Inter Mailand kaufte er sich eine Gitarre und brachte sich selbst das Spielen bei. Zwar wurden dort die Songs, die er auf Zettel kritzelte von einer Putzfrau weggeworfen, doch seine Leidenschaft für die Musik blieb: „Ich wollte beides sein: Kurt Cobain und Roberto Baggio“, so Bengtsson in seiner Autobiografie. Im Jahr 2008 zog er nach Berlin, wo er eine Band namens „Waldemaar“ hat, benannt nach der Straße, in der er wohnte. Heute gehe es ihm gut, so Bengtsson, aber er wolle mit seinem Buch dazu auffordern, über Schwächen zu sprechen und diese nicht zu verbergen: „Als ich aus Mailand nach Schweden zurückkehrte, nannten sie mich schwach und sagten, ich sei kein Mann.“
Bengtssons Buch wurde auch als Theaterstück inszeniert. Im Deutschen ist das Stück unter dem Titel Im Schatten von San Siro verfügbar.

## Produktion

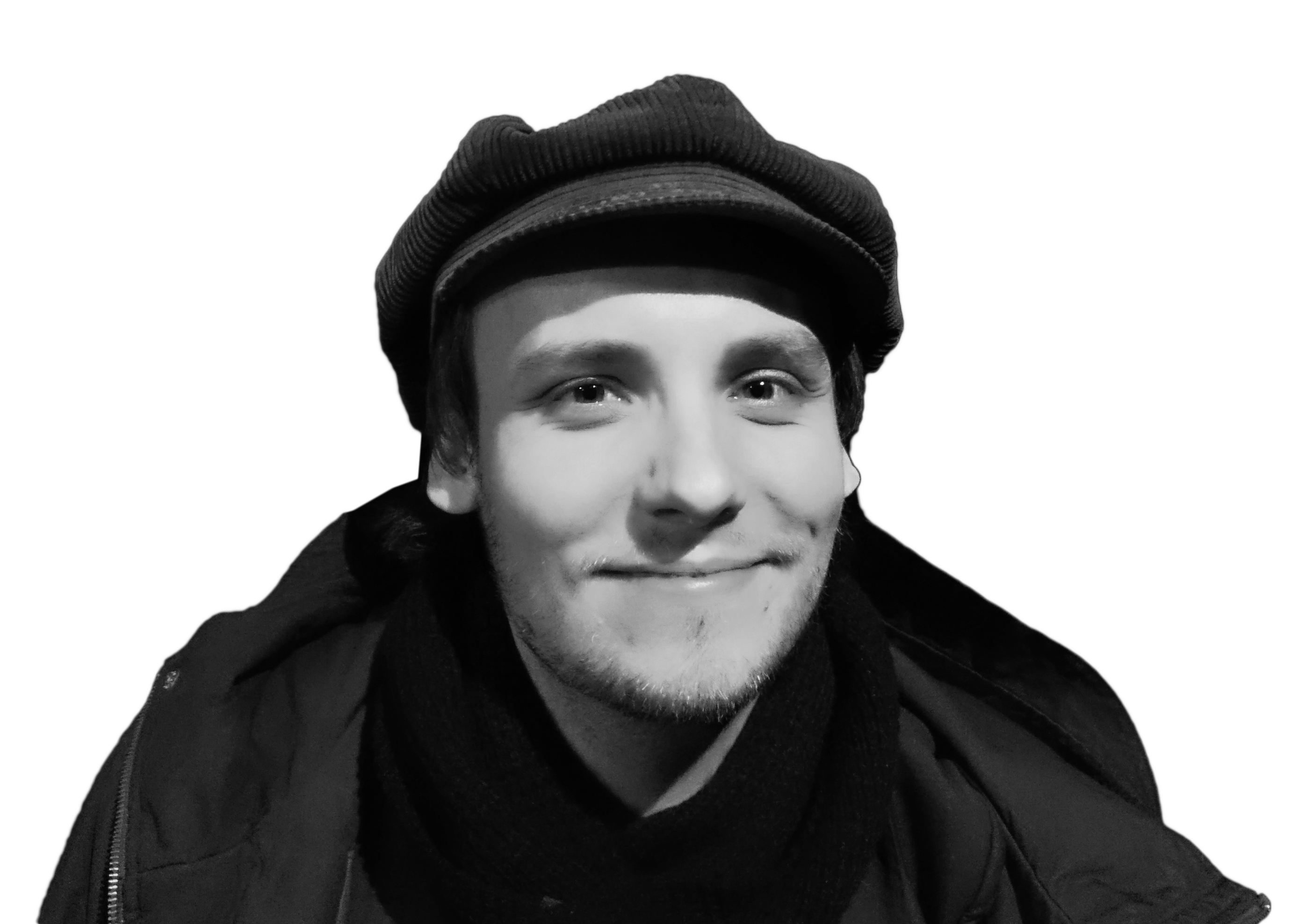
Regisseur Ronnie Sandahl plant eine Filmtrilogie über die Welt des Sports

Es handelt sich bei Tiger um den zweiten Spielfilm von Ronnie Sandahl nach Svenskjävel aus dem Jahr 2014. Sandahl schrieb auch das auf Bengtssons Autobiografie basierende Drehbuch. Tiger ist der zweite Film einer geplanten Trilogie über die Welt des Sports. Der erste war Borg/McEnroe bei dem Januz Metz Regie führte und Sandahl das Drehbuch schrieb. Der dritte Film in dieser Reihe soll in der Welt des Turnens stattfinden und den Titel Perfect tragen.
Erik Enge spielt den jungen Martin Bengtsson. Der Nachwuchsschauspieler wurde vor allem durch seine Rollen in den Fernsehserien Min bror kollokungen und Die Brücke – Transit in den Tod bekannt, bei Letzterer unter dem Namen Erik Lönngren. Alfred Enoch spielt den aus den USA stammenden Torwart Ryan. Der italienische Nachwuchsschauspieler Antonio Bannò spielt Walter.
Die Dreharbeiten wurden am 11. September 2019 in Turin begonnen und fanden fast ausschließlich im Piemont zwischen Turin und Pinerolo statt. Bis 31. Oktober 2019 drehte man dort unter anderem vor der Kulisse des San-Vito-Krankenhauses und der Pinna-Pintor-Klinik und im Palatazzoli und den Trattorien und Bars im Zentrum von Turin. An mehreren Tagen entstanden Aufnahmen im Luigi-Barbieri-Stadion / Stadio Luigi Barbieri, der Heimspielstätte / dem Stadion von Pinerolo Calcio in der Turiner Metropolregion. Im Dezember 2019 wurden die Dreharbeiten beendet. Als Kameramann fungierte Marek Wieser.
Die Premiere erfolgte am 18. Oktober 2020 beim Rome Film Fest. Wenige Tage später erfolgten Vorstellungen beim Busan International Film Festival, wo die Weltpremiere eigentlich geplant war. Dort erhielt er als bester internationaler Film den Publikumspreis. Im November 2020 wurde er bei den Nordischen Filmtagen Lübeck gezeigt, wo er als bester Jugendfilm ausgezeichnet wurde. Der Kinostart in Schweden war für Ende Februar 2021 geplant. Am 27. November 2021 wurde Tiger im NDR Fernsehen erstausgestrahlt. Im März 2022 wurde der Film beim Glasgow Film Festival gezeigt. Der Kinostart im Vereinigten Königreich erfolgte am 1. Juli 2022. Der internationale Vertrieb wurde von Wild Bunch übernommen.

## Auszeichnungen (Auswahl)
Tiger wurde von Schweden als Beitrag für die Oscarverleihung 2022 in der Kategorie Bester Internationaler Film eingereicht. Im Folgenden eine Auswahl weiterer Auszeichnungen und Nominierungen.
Busan International Film Festival 2020
- Auszeichnung als Bester Film in der Sektion Flash Forward (Ronnie Sandahl)[22]

Crossing Europe 2021
- Nominierung im YAAAS! Competition (Ronnie Sandahl)[23]

Fünf Seen Filmfestival 2021
- Nominierung für den Publikumspreis (Ronnie Sandahl)[24]

Nordische Filmtage Lübeck 2020
- Auszeichnung mit dem Preis der Jugendjury (Ronnie Sandahl)[25]

Palm Springs International Film Festival 2022
- Nominierung für den FIPRESCI-Preis als Bester fremdsprachiger Film[26]

Rome Film Fest 2020
- Nominierung als Bester Film (Ronnie Sandahl)
- Auszeichnung mit dem Nachwuchspreis in der Parallelsektion Alice della Città (Erik Enge)
- Auszeichnung mit dem Nachwuchspreis in der Parallelsektion Alice della Città (Antonio Bannò)[27]